# Decomposição
Em biologia e ecologia, decomposição, mineralização e em alguns casos, apodrecimento, é o processo de transformação da matéria orgânica em minerais, que podem ser assimilados pelas plantas para a produção de matéria viva, fechando assim os ciclos biogeoquímicos. Este processo, não só fornece aos ecossistemas os compostos necessários ao desenvolvimento dos produtores primários, mas liberta-o igualmente de material que, se acumulado, poderia prejudicá-lo.
A decomposição dos animais e plantas mortos, ou suas partes, dos dejetos ou outras excreções dos animais e de restos de comida é um processo complexo. Nos tecidos dos organismos mortos inicia-se a autólise das células pelas enzimas contidas nos lisossomas. Esses tecidos são ainda triturados e parcialmente consumidos pelos detritívoros. A parte não consumida ou que não faz parte da alimentação desses animais é então atacada por vários tipos de bactérias; as partes interiores, onde não existe oxigénio livre, são consumidas por bactérias anaeróbicas, causando a putrefação, que resulta em aminas como a putrescina e a cadaverina, que têm um odor "pútrido"; este é o processo conhecido vulgarmente como apodrecimento. Finalmente, intervêm as bactérias mineralizantes — os decompositores –, que transformam as moléculas orgânicas libertadas pelos processos anteriores em água, dióxido de carbono e sais minerais. Estes processos dependem de muitos fatores bióticos e abióticos, como a abundância e tipos de decompositores no biótopo, a humidade, a temperatura e outros. Gases são comumente liberados em toda decomposição, sendo eles o hidrogênio, nitrogênio, gás carbônico, enxofre e metano.

## Estágios

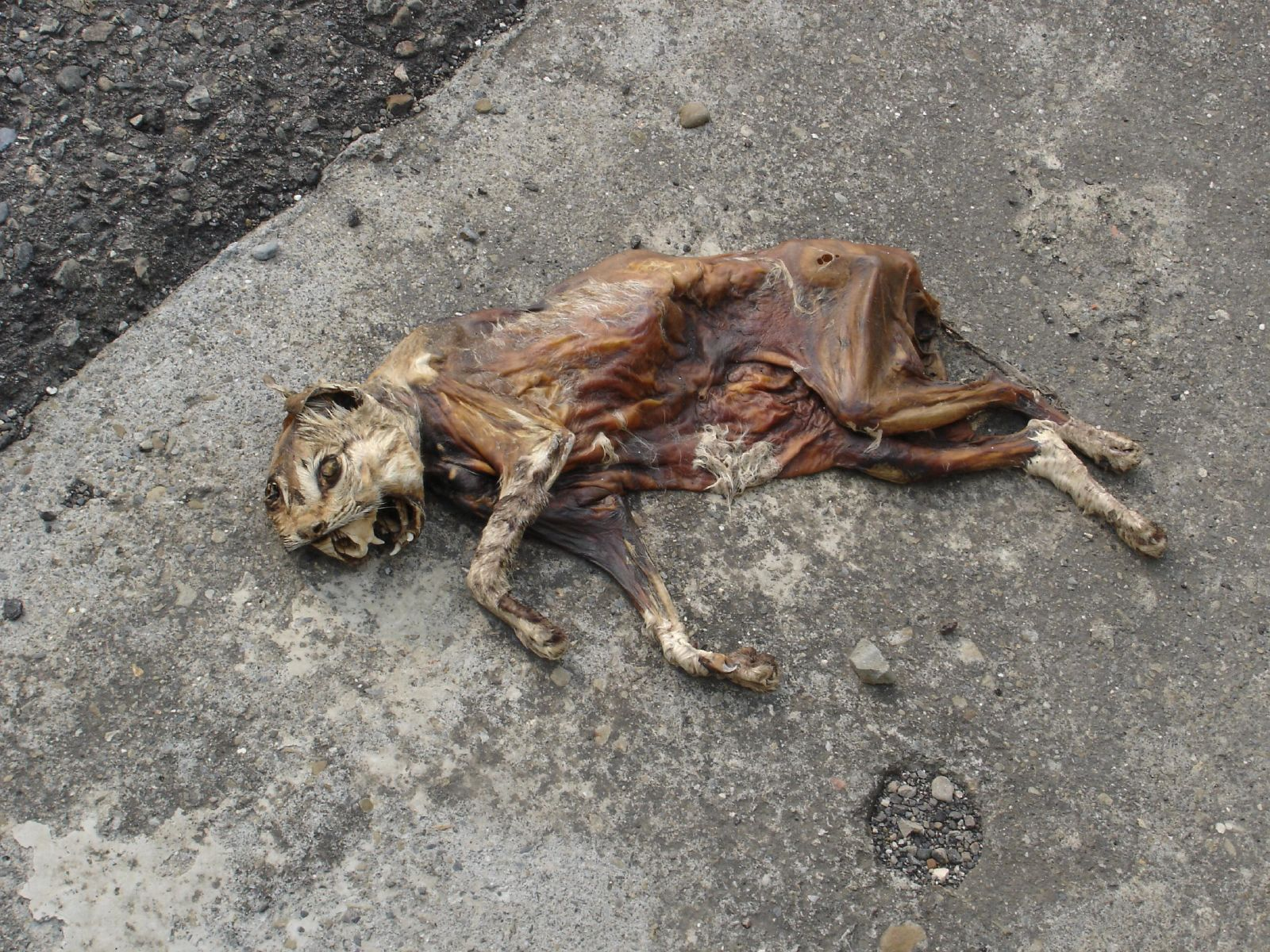
Cadáver de um gato, já em avançado estado de decomposição.

Apesar de não ser um estudo muito recente, a tafonomia ainda não tem um padrão universal para os estágios de decomposição. Porém esse um dos padrões mais utilizado por pesquisadores, descrito por Payne (1965) e dividiu em seis etapas utilizando porcos em uma temperatura média de 26,1◦C do solo.
- Fresco (dia 0) — estágio inicial, basicamente nenhuma característica aparente da decomposição é visível. Aqui é exatamente onde encontra a dificuldade de dividir o intervalo perimortem com o postmortem. O cheiro natural ainda é presente no animal (ou pessoa) quando vivo. Depois de um tempo (minutos ou horas, varia de acordo com a localidade), aparecem as primeiras moscas da família Sarcophagidae.
- Inchado (dia 1) — o nome é a dado pela principal característica do estágio, o inchamento do corpo devido a concentração de gases liberado pela ação de bactérias ligadas à decomposição. O cheiro forte de putrefação começa a estar presente, assim como outros grupos de moscas, formigas e também alguns besouros necrófagos.
- Decomposição ativa (dia 3) — as larvas de insetos eclodem e começam a penetrar em orifícios, pele e outros tecidos, assim os gases e fluídos corpóreos são liberados em grande quantidade no ambiente, atraindo ainda mais outros animais e acelerando o processo de decomposição.
- Decomposição avançada (dia 5) — Nessa fase, boa parte das vísceras foram devoradas pelos insetos e outros organismos presentes. Os ossos são expostos pouco a pouco, o corpo começa a colapsar e o forte cheiro começa a diminuir, assim como a diversidade de insetos.
- Seco (dia 7) — Somente pele, cartilagem e osso são encontrados. Outros artrópodes aproveitam a diminuição da competição para obter recursos, como centopeias, caracóis, milipedes, entre outros.
- Esqueletizado — É difícil determinar quando inicia a última fase, porém é bem provável que dentro de duas semanas a carcaça já esteja nessa categoria. O cheiro é bem fraco, porém bastante impregnado no solo e em pedras próximas. Toda a carne e pele já não se encontram presentes, somente ossos e cabelo e os animais presentes são do ambiente, e não ligados ao processo de decomposição.

## Decomposição em ambientes aquáticos
[editar | editar código-fonte]
Nos ecossistemas aquáticos, há três principais vias de fluxo energético: herbivoria, detritivoria e o circuito microbiano ("microbial loop"). Em riachos com pouca ou nenhuma vegetação ripária, a produção primária, principalmente do perifíton, é a principal fonte de matéria orgânica (MO) e fluxo de energia. Em contraste, em riachos com vegetação ripária bem desenvolvida, a menor incidência de luz sobre o corpo aquático faz com que a matéria orgânica alóctone se torne a principal fonte de energia. Esse aporte de matéria orgânica alóctone é especialmente importante em riachos de baixa ordem ou cabeceiras, onde o metabolismo heterotrófico predomina.
A decomposição é o processo pelo qual a matéria orgânica particulada é transformada em moléculas mais simples por fatores físicos, químicos e biológicos. Em sistemas aquáticos, a decomposição ocorre em três fases, que frequentemente se sobrepõem durante o processo: 
Lixiviação — compostos solúveis como proteínas e carboidratos são removidos, resultando em rápida perda de massa foliar. 
Condicionamento — envolve a colonização microbiana e modificações químicas que aumentam a palatabilidade do detrito. 
Fragmentação — a matéria orgânica é quebrada fisicamente e consumida por invertebrados. 
Como fatores que influenciam a decomposição em ambientes aquáticos: A velocidade da decomposição de detritos foliares em riachos depende de fatores químicos e físicos das folhas e da água, além da composição e estrutura das comunidades microbianas e de invertebrados. A dureza da folha, a quantidade de nutrientes (especialmente nitrogênio e fósforo) e a presença de inibidores químicos, como polifenóis e taninos, influenciam a decomposição. Folhas mais macias e ricas em nutrientes, com baixos níveis de polifenóis, decompõem-se mais rapidamente. Fatores ambientais, como temperatura, oxigênio dissolvido e concentração de nutrientes na água, aumentam a atividade microbiana e dos invertebrados fragmentadores, acelerando a decomposição. Águas ácidas, com baixo pH, inibem a atividade microbiana, reduzindo a taxa de decomposição. A velocidade da água promove a fragmentação física das folhas. 
Muitos estudos demonstram que os micro-organismos são fundamentais na decomposição de material orgânico vegetal, especialmente o de origem alóctone, cujas enzimas alteram a estrutura e composição química das folhas, aumentando seu valor nutricional e tornando-as mais atrativas para invertebrados. Entre esses micro-organismos estão algas, bactérias, fungos, ciliados, flagelados, amebas e nematóides. No entanto, os principais decompositores em riachos são bactérias e fungos filamentosos, especialmente os hifomicetos. Esses organismos aumentam a palatabilidade e o valor nutricional dos detritos, permitindo que sejam utilizados por invertebrados aquáticos. O papel dos micro-organismos pode variar entre diferentes biomas e na presença de poluição. Em riachos tropicais, onde há menor abundância de invertebrados fragmentadores, os micro-organismos são os principais reguladores da decomposição. Já em riachos de zonas temperadas, os invertebrados fragmentadores desempenham um papel mais significativo, especialmente em riachos de cabeceira. As interações ecológicas entre fungos e bactérias também são importantes na decomposição de detritos. Estudos indicam que as bactérias podem se beneficiar de compostos produzidos pelos fungos, mas também podem ocorrer antagonismos, onde bactérias e fungos competem pelo espaço e recursos nas folhas em decomposição. Em zonas temperadas, a importância dos fungos no condicionamento do material vegetal antes de seu consumo por invertebrados aquáticos é bem documentada.
Os invertebrados aquáticos, como insetos, anelídeos e moluscos, desempenham papéis vitais nos ecossistemas aquáticos. Eles são classificados em grupos tróficos funcionais, incluindo coletores-filtradores, coletores-catadores, predadores, raspadores e fragmentadores. A distribuição desses invertebrados é influenciada por fatores como características do sedimento, morfologia das margens, profundidade da coluna d’água, vegetação ripária, competição entre espécies e disponibilidade de recursos alimentares.
Os detritos acumulados no leito dos ecossistemas lóticos, como folhas e galhos, servem de alimento e abrigo para esses organismos. Estudos destacam a importância dos invertebrados fragmentadores na decomposição foliar, com insetos como Trichoptera, Plecoptera e crustáceos desempenhando papéis cruciais. Esses invertebrados mastigam e retalham grandes partículas de matéria orgânica, transformando-as em partículas menores, que são importantes fontes de alimento para outros organismos.
Em riachos temperados, os fragmentadores são abundantes e desempenham um papel crucial na decomposição de detritos vegetais. Em regiões tropicais, no entanto, a abundância e a importância dos fragmentadores são variáveis. Alguns estudos indicam que micro-organismos são os principais reguladores da decomposição em riachos tropicais, enquanto outros destacam a contribuição de macroconsumidores como camarões e caranguejos.
Além dos invertebrados, macroconsumidores como peixes também interagem com detritos foliares, influenciando a decomposição diretamente através do consumo ou indiretamente ao predar insetos fragmentadores. Peixes que consomem detritos são geralmente onívoros, e sua atividade pode aumentar a taxa de decomposição de detritos vegetais.
Os crustáceos, como camarões e caranguejos, também desempenham papéis significativos na decomposição foliar em riachos. Em algumas regiões tropicais, a alta densidade de camarões compensa a escassez de insetos fragmentadores, acelerando a decomposição de folhas.
A compreensão do papel dos fragmentadores em riachos tropicais está em evolução, com a necessidade de mais estudos para identificar padrões gerais ou aceitar que esses riachos possuem um funcionamento ecológico diferenciado, com maior ação microbiana e participação variável de fragmentadores. A ampliação dos estudos sobre o fluxo de energia, desde o aporte alóctone de detritos até a atividade de diversos organismos, é essencial para um entendimento completo desses ecossistemas.

## Organismos decompositores

Os fungos na árvore são decompositores

Em ecologia, chamam-se decompositores aos seres vivos heterótrofos, como algumas bactérias, fungos e protozoários, que "atacam" os cadáveres, excrementos, restos de vegetais e, em geral, matéria orgânica dispersa no substrato, decompondo-a em sais minerais, água e dióxido de carbono, que são depois reutilizados pelos produtores, num processo natural de reciclagem.
Na ausência de decompositores, os nutrientes ficam retidos na matéria orgânica, sendo impossibilitados de retornar ao solo. Além do grande acumulo de matéria orgânica, a falta de decompositores prejudicaria as plantas, pois impediria a extração e fixação dos nutrientes do solo. A decomposição se inicia com a colonização de bactéria e fungos, presentes no ar e na água. Esses organismos, se utilizam de substâncias solúveis, como açúcares e aminoácidos, que são difusíveis. Após, os recursos residuais que não são difusíveis, são decompostos por especialistas microbianos, em um processo mais lento. Esses especialistas são capazes de decompor substâncias como carboidratos estruturais, suberina e quitina.
Os decompositores são responsáveis por grande parte da energia que circula nos fluxos energéticos do ecossistema, eles processam muita energia na " reciclagem da vida no planeta " ou seja na conversão da forma orgânica para a inorgânica. Ocupam um nivel trófico à parte dos outros detritívoros, já que se alimentam da matéria orgânica em decomposição.